# Världscupen i backhoppning 2008/2009
Världscupen i backhoppning var den 30:e världscupen i backhoppning. Den började den 29 november 2008 i Rukatunturibacken i Kuusamo, Finland, och avslutades den 22 mars 2009 i Planica, Slovenien.
Totalsegrare säsongen 2008/2009 blev Gregor Schlierenzauer, Österrike, som vann 13 individiuella deltävlingar, och överträfade Finlands Janne Ahonens rekord på 12 vinster under en enda säsong från 2004/2005. Gregor Schlierenzauers 20 prispallplaceringar under en enda säsong innebar också nytt rekord. Simon Ammann, Schweiz ledde världscupen i början och slutade totalt tvåa, medan tysk-österrikiska backhopparveckans slutsegrare Wolfgang Loitzl, slutade på tredje plats. Harri Olli, Finland slutade totalt på fjärde plats efter en framgångsrik säsongsavslutning där han tog sina första världscupdeltävlingssegrar i karriären. Rysslands Dmitrij Vasiljev slutade på femte plats, medan föregående säsongs totalsegrare Thomas Morgenstern, Österrike slutade på en, efter hans standard, besvikelsefull sjundeplats, och han vann inte en enda individuell deltävling på hela säsongen.
Nationscupen, avgjord genom att räkna samman alla poäng tagna av deltagarna från samma land i både individuella deltävlingar och lagdeltävlingar, vanns överlägset av Österrike med 7331 poäng, mer än 3 000 poäng mera än tvåan Finland (4270 poäng).

## Individuella världscupen
- Hopparen listad i gult var ledare av världscupen då deltävlingen hölls, och hopparen hade gul ledartröja.
- Hopparen listad i blått var ledare av Nordic Tournament då deltävlingen hölls, och hopparen hade blå ledartröja.
- Hopparen listad i guldfärg var ledare av tysk-österrikiska backhopparveckan då deltävlingen hölls, och hopparen hade guldfärgad ledartröja.

### Kuusamo
HS142 Kuusamo, Finland

29 november 2008

Noterbart:
- Thomas Morgenstern hade på sig gul ledartröja som regerande mästare.

| Placering | Namn                  | Land      | Första hoppet (meter) | Andra hoppet (meter) | Poäng | Totalpoäng i världscupen (Rank) |
| --------- | --------------------- | --------- | --------------------- | -------------------- | ----- | ------------------------------- |
| 1         | Simon Ammann          | Schweiz   | 131.0                 | 126.5                | 260.5 | 100 (1)                         |
| 2         | Wolfgang Loitzl       | Österrike | 124.5                 | 130.0                | 256.1 | 080 (2)                         |
| 3         | Gregor Schlierenzauer | Österrike | 121.0                 | 133.5                | 255.1 | 060 (3)                         |
| 4         | Thomas Morgenstern    | Österrike | 125.0                 | 126.0                | 248.3 | 050 (4)                         |
| 5         | Anders Bardal         | Norge     | 113.0                 | 137.0                | 244.5 | 045 (5)                         |

### Trondheim
HS131 Trondheim, Norge

6 december 2008

Noterbart:
- Ville Larinto placerade sig på prispallen för första gången i karriären.
- Gregor Schlierenzauers hopp på 140 meter blev nytt backrekord (Anders Bardals hopp på 139.5 meter innebar också att föregående backrekord slogs).

| Placering | Namn                  | Land      | Första hoppet (meter) | Andra hoppet (meter) | Poäng | Totalpoäng i världscupen (Rank) |
| --------- | --------------------- | --------- | --------------------- | -------------------- | ----- | ------------------------------- |
| 1         | Gregor Schlierenzauer | Österrike | 140.0                 | 135.0                | 285.7 | 160 (1)                         |
| 2         | Ville Larinto         | Finland   | 138.5                 | 138.0                | 278.9 | 109 (3)                         |
| 3         | Anders Jacobsen       | Norge     | 134.0                 | 138.0                | 278.8 | 060 (7)                         |
| 4         | Anders Bardal         | Norge     | 139.5                 | 131.0                | 275.1 | 095 (5)                         |
| 5         | Simon Ammann          | Schweiz   | 137.5                 | 132.0                | 271.3 | 145 (2)                         |

 HS131 Trondheim, Norge

7 december 2008

Noterbart:
- Simon Ammann tangerade Gregor Schlierenzauers backrekord, satt föregående dag.

| Placering | Namn                  | Land      | Första hoppet (meter) | Andra hoppet (meter) | Poäng | Totalpoäng i världscupen (Rank) |
| --------- | --------------------- | --------- | --------------------- | -------------------- | ----- | ------------------------------- |
| 1         | Simon Ammann          | Schweiz   | 140.0                 | 135.0                | 280.2 | 245 (1)                         |
| 2         | Matti Hautamäki       | Finland   | 137.0                 | 135.0                | 278.3 | 116 (6)                         |
| 3         | Gregor Schlierenzauer | Österrike | 134.5                 | 135.0                | 274.8 | 220 (2)                         |
| 4         | Thomas Morgenstern    | Österrike | 135.0                 | 133.0                | 270.6 | 140 (4)                         |
| 5         | Martin Koch           | Österrike | 136.5                 | 131.0                | 264.7 | 100 (8)                         |

### Pragelato
HS140 Pragelato, Italien

13 december 2008

Noterbart:
- Simon Ammanns hopp på 144 meters blev nytt backrekord.
- Gregor Schlierenzauers 25:e prispallplacering i karriären.

| Placering | Namn                  | Land      | Första hoppet (meter) | Andra hoppet (meter) | Poäng | Totalpoäng i världscupen (Rank) |
| --------- | --------------------- | --------- | --------------------- | -------------------- | ----- | ------------------------------- |
| 1         | Simon Ammann          | Schweiz   | 139.5                 | 144.0                | 284.3 | 345 (1)                         |
| 2         | Gregor Schlierenzauer | Österrike | 137.5                 | 139.5                | 282.6 | 300 (2)                         |
| 3         | Ville Larinto         | Finland   | 131.5                 | 135.0                | 259.2 | 205 (3)                         |
| 4         | Martin Schmitt        | Tyskland  | 132.0                 | 133.5                | 256.4 | 088 (12)                        |
| 5         | Harri Olli            | Finland   | 133.0                 | 131.0                | 255.2 | 078 (14)                        |

 HS140 Pragelato, Italien

14 december 2008

Noterbart:
- Andra omgången avbruten på grund av tunga snöfall.
- Fumihisa Yumotos första världscupdeltävlingsseger i karriären.
- Fumihisa Yumoto och Johan Remen Evensen placerade sig på prispallen för första gången i respektive karriärer.

| Placering | Namn                  | Land      | Första hoppet (meter) | Andra hoppet (meter) | Poäng | Totalpoäng i världscupen (Rank) |
| --------- | --------------------- | --------- | --------------------- | -------------------- | ----- | ------------------------------- |
| 1         | Fumihisa Yumoto       | Japan     | 126.0                 | -                    | 114.8 | 144 (6)                         |
| 2         | Simon Ammann          | Schweiz   | 124.5                 | -                    | 113.6 | 425 (1)                         |
| 3         | Johan Remen Evensen   | Norge     | 123.5                 | -                    | 110.3 | 144 (6)                         |
| 4         | Gregor Schlierenzauer | Österrike | 122.5                 | -                    | 106.5 | 350 (2)                         |
| 5         | Harri Olli            | Finland   | 121.5                 | -                    | 106.2 | 123 (10)                        |

### Engelberg
HS137 Engelberg, Schweiz

20 december 2008

| Placering | Namn                  | Land      | Första hoppet (meter) | Andra hoppet (meter) | Poäng | Totalpoäng i världscupen (Rank) |
| --------- | --------------------- | --------- | --------------------- | -------------------- | ----- | ------------------------------- |
| 1         | Simon Ammann          | Schweiz   | 138.5                 | 137.0                | 275.4 | 525 (1)                         |
| 2         | Wolfgang Loitzl       | Österrike | 134.0                 | 137.5                | 273.2 | 279 (3)                         |
| 3         | Gregor Schlierenzauer | Österrike | 135.0                 | 134.0                | 265.7 | 410 (2)                         |
| 4         | Ville Larinto         | Finland   | 131.0                 | 134.5                | 259.4 | 255 (4)                         |
| 5         | Tom Hilde             | Norge     | 134.0                 | 128.5                | 252.0 | 062 (21)                        |

 HS137 Engelberg, Schweiz

21 december 2008

Noterbart:
- Simon Ammanns 25:e prispallplacering i karriären.

| Placering | Namn                  | Land      | Första hoppet (meter) | Andra hoppet (meter) | Poäng | Totalpoäng i världscupen (Rank) |
| --------- | --------------------- | --------- | --------------------- | -------------------- | ----- | ------------------------------- |
| 1         | Gregor Schlierenzauer | Österrike | 133.5                 | 133.5                | 264.1 | 510 (2)                         |
| 2         | Wolfgang Loitzl       | Österrike | 132.5                 | 133.0                | 262.4 | 359 (3)                         |
| 3         | Simon Ammann          | Schweiz   | 131.5                 | 136.0                | 260.0 | 585 (1)                         |
| 4         | Martin Schmitt        | Tyskland  | 129.0                 | 134.0                | 253.9 | 203 (6)                         |
| 5         | Harri Olli            | Finland   | 127.5                 | 133.5                | 251.3 | 188 (8)                         |

### Tysk-österrikiska backhopparveckan

#### Oberstdorf
HS137 Oberstdorf, Tyskland

29 december 2008

Noterbart:
- Simon Ammanns första seger någonsin vid en deltävling av tysk-österrikiska backhopparveckan.

| Placering | Namn                  | Land      | Första hoppet (meter) | Andra hoppet (meter) | Poäng | Totalpoäng i tysk-österrikiska backhopparveckan | Totalpoäng i världscupen (Rank) |
| --------- | --------------------- | --------- | --------------------- | -------------------- | ----- | ----------------------------------------------- | ------------------------------- |
| 1         | Simon Ammann          | Schweiz   | 136.5                 | 134.0                | 286.4 | 286.4 (1)                                       | 685 (1)                         |
| 2         | Wolfgang Loitzl       | Österrike | 135.0                 | 134.0                | 285.2 | 285.2 (2)                                       | 439 (3)                         |
| 3         | Dmitrij Vasiljev      | Ryssland  | 134.5                 | 136.0                | 284.4 | 284.4 (3)                                       | 185 (9)                         |
| 4         | Gregor Schlierenzauer | Österrike | 133.0                 | 134.0                | 280.1 | 280.1 (4)                                       | 560 (2)                         |
| 5         | Martin Schmitt        | Tyskland  | 134.5                 | 129.0                | 273.8 | 273.8 (5)                                       | 248 (6)                         |

#### Garmisch-Partenkirchen
HS140 Garmish-Partenkirchen, Tyskland

1 januari 2009

Noterbart:
- Simon Amman ledde både världscupen och tysk-österrikiska backhopparveckan. Då han hade på sig den gula världscupledartröjan hade ingen på sig den guldfärgade ledartröjan för tysk-österrikiska backhopparveckan.
- Wolfgang Loitzl första världscupdeltävlingsseger i karriären, och hans 10:e prispallplacering.
- Harri Ollis första prisspallplacering i världscupen.

| Placering | Namn                  | Land      | Första hoppet (meter) | Andra hoppet (meter) | Poäng | Totalpoäng i tysk-österrikiska backhopparveckan | Totalpoäng i världscupen (Rank) |
| --------- | --------------------- | --------- | --------------------- | -------------------- | ----- | ----------------------------------------------- | ------------------------------- |
| 1         | Wolfgang Loitzl       | Österrike | 134.5                 | 136.5                | 276.3 | 561.5 (1)                                       | 539 (3)                         |
| 2         | Simon Ammann          | Schweiz   | 140.0                 | 134.5                | 274.6 | 561.0 (2)                                       | 765 (1)                         |
| 3         | Harri Olli            | Finland   | 133.0                 | 131.5                | 258.6 | 527.1 (4)                                       | 284 (6)                         |
| 4         | Gregor Schlierenzauer | Österrike | 134.0                 | 130.5                | 257.6 | 537.7 (3)                                       | 610 (2)                         |
| 5         | Martin Koch           | Österrike | 134.5                 | 128.0                | 249.0 | 482.5 (11)                                      | 230 (8)                         |

#### Innsbruck
HS130 Innsbruck, Österrike

4 januari 2009

Noterbart:
- Världscupledaren Simon Ammann slutade utanför topp-5 för första gången under denna säsong.
- Martin Schmitt placerade sig på prispallen för första gången sedan världsdeltävlingen i Lahtis den 11 mars 2007.

| Placering | Namn                  | Land      | Första hoppet (meter) | Andra hoppet (meter) | Poäng | Totalpoäng i tysk-österrikiska backhopparveckan | Totalpoäng i världscupen (Rank) |
| --------- | --------------------- | --------- | --------------------- | -------------------- | ----- | ----------------------------------------------- | ------------------------------- |
| 1         | Wolfgang Loitzl       | Österrike | 126.5                 | 128.5                | 261.0 | 822.5 (1)                                       | 639 (3)                         |
| 2         | Gregor Schlierenzauer | Österrike | 126.0                 | 127.5                | 260.3 | 798.0 (3)                                       | 690 (2)                         |
| 3         | Martin Schmitt        | Tyskland  | 128.5                 | 125.5                | 257.7 | 776.7 (4)                                       | 340 (5)                         |
| 4         | Matti Hautamäki       | Finland   | 123.5                 | 128.0                | 253.2 | 740.8 (9)                                       | 242 (10)                        |
| 5         | Thomas Morgenstern    | Österrike | 124.5                 | 125.0                | 250.6 | 753.8 (8)                                       | 359 (4)                         |
|           |                       |           |                       |                      |       |                                                 |                                 |
| 8         | Simon Ammann          | Schweiz   | 125.5                 | 123.5                | 245.7 | 806.7 (2)                                       | 797 (1)                         |

#### Bischofshofen
HS140 Bischofshofen, Österrike

6 januari 2009

Noterbart:
- Med tredje raka deltävlingssegern säkrade Wolfgang Loitzl slutsegern i tysk-österrikiska backhopparveckan 2008/2009.

| Placering | Namn                  | Land      | Första hoppet (meter) | Andra hoppet (meter) | Poäng | Totalpoäng i världscupen (Rank) |         |
| --------- | --------------------- | --------- | --------------------- | -------------------- | ----- | ------------------------------- | ------- |
| 1         | Wolfgang Loitzl       | Österrike | 141.5                 | 142.5                | 301.2 | 1123.7 (1)                      | 739 (3) |
| 2         | Simon Ammann          | Schweiz   | 137.5                 | 140.5                | 284.4 | 1091.1 (2)                      | 877 (1) |
| 3         | Dmitrij Vasiljev      | Ryssland  | 138.0                 | 138.5                | 279.2 | 1048.1 (5)                      | 303 (8) |
| 4         | Gregor Schlierenzauer | Österrike | 138.5                 | 136.0                | 279.1 | 1077.1 (3)                      | 740 (2) |
| 5         | Martin Schmitt        | Tyskland  | 138.5                 | 136.5                | 278.5 | 1055.2 (4)                      | 385 (4) |

### Tauplitz/Bad Mitterndorf
HS200 Bad Mitterndorf, Österrike

10 januari 2009

Noterbart:
- Gregor Schlierenzauers hopp på 215.5 meter blev nytt backrekord i Kulm.

| Placering | Namn                  | Land      | Första hoppet (meter) | Andra hoppet (meter) | Poäng | Totalpoäng i världscupen (Rank) |
| --------- | --------------------- | --------- | --------------------- | -------------------- | ----- | ------------------------------- |
| 1         | Gregor Schlierenzauer | Österrike | 199.5                 | 215.5                | 398.0 | 840 (2)                         |
| 2         | Simon Ammann          | Schweiz   | 207.5                 | 195.5                | 390.1 | 957 (1)                         |
| 3         | Martin Koch           | Österrike | 197.5                 | 209.0                | 386.8 | 337 (8)                         |
| 4         | Anders Jacobsen       | Norge     | 187.5                 | 201.5                | 371.3 | 314 (9)                         |
| 5         | Ville Larinto         | Finland   | 187.5                 | 199.0                | 368.8 | 381 (6)                         |

 HS200 Bad Mitterndorf, Österrike

11 januari 2009

| Placering | Namn                  | Land      | Första hoppet (meter) | Andra hoppet (meter) | Poäng | Totalpoäng i världscupen (Rank) |
| --------- | --------------------- | --------- | --------------------- | -------------------- | ----- | ------------------------------- |
| 1         | Gregor Schlierenzauer | Österrike | 203.5                 | 202.0                | 393.6 | 940 (2)                         |
| 2         | Harri Olli            | Finland   | 201.5                 | 200.5                | 390.4 | 438 (5)                         |
| 3         | Simon Ammann          | Schweiz   | 197.5                 | 198.5                | 382.2 | 1017 (1)                        |
| 4         | Anders Jacobsen       | Norge     | 195.5                 | 198.5                | 381.3 | 364 (9)                         |
| 5         | Martin Koch           | Österrike | 193.5                 | 201.0                | 378.9 | 382 (8)                         |

### Zakopane
HS134 Zakopane, Polen

16 januari 2009

| Placering | Namn                  | Land      | Första hoppet (meter) | Andra hoppet (meter) | Poäng | Totalpoäng i världscupen (Rank) |
| --------- | --------------------- | --------- | --------------------- | -------------------- | ----- | ------------------------------- |
| 1         | Wolfgang Loitzl       | Österrike | 129.5                 | 132.0                | 272.7 | 901 (3)                         |
| 2         | Gregor Schlierenzauer | Österrike | 127.5                 | 130.0                | 262.5 | 1020 (2)                        |
| 3         | Martin Schmitt        | Tyskland  | 121.0                 | 129.5                | 249.4 | 487 (4)                         |
| 4         | Roman Koudelka        | Tjeckien  | 125.5                 | 124.0                | 245.1 | 191 (19)                        |
| 5         | Simon Ammann          | Schweiz   | 118.0                 | 127.0                | 236.5 | 1062 (1)                        |

 HS134 Zakopane, Polen

17 januari 2009

| Placering | Namn                  | Land      | Första hoppet (meter) | Andra hoppet (meter) | Poäng | Totalpoäng i världscupen (Rank) |
| --------- | --------------------- | --------- | --------------------- | -------------------- | ----- | ------------------------------- |
| 1         | Gregor Schlierenzauer | Österrike | 130.5                 | 138.5                | 285.7 | 1120 (2)                        |
| 2         | Wolfgang Loitzl       | Österrike | 130.0                 | 136.5                | 280.7 | 981 (3)                         |
| 3         | Simon Ammann          | Schweiz   | 127.5                 | 134.0                | 271.2 | 1122 (1)                        |
| 4         | Dmitrij Vasiljev      | Ryssland  | 126.0                 | 132.5                | 262.3 | 389 (8)                         |
| 5         | Martin Schmitt        | Tyskland  | 123.5                 | 132.0                | 258.4 | 532 (4)                         |

### Vancouver
HS140 Vancouver, Kanada

24 januari 2009

Noterbart:
- Gregor Schlierenzauer satte nytt backrekord i Whistler med sitt hopp på 142.0 meter.
- Gregor Schlierenzauer gick även om Simon Ammann i totalställningen.
- Anders Jacobsen gjorde det näst längsta hoppet i andra omgången, men diskvalificerades för brott mot viktreglerna.

| Placering | Namn                  | Land      | Första hoppet (meter) | Andra hoppet (meter) | Poäng | Totalpoäng i världscupen (Rank) |
| --------- | --------------------- | --------- | --------------------- | -------------------- | ----- | ------------------------------- |
| 1         | Gregor Schlierenzauer | Österrike | 142.0                 | 139.5                | 289.2 | 1220 (1)                        |
| 2         | Wolfgang Loitzl       | Österrike | 136.5                 | 135.5                | 274.1 | 1061 (3)                        |
| 3         | Matti Hautamäki       | Finland   | 136.5                 | 135.5                | 270.6 | 393 (10)                        |
| 4         | Simon Ammann          | Schweiz   | 138.5                 | 132.0                | 264.4 | 1172 (2)                        |
| 5         | Thomas Morgenstern    | Österrike | 130.5                 | 137.5                | 262.9 | 488 (5)                         |

 HS140 Vancouver, Kanada

25 januari 2009

Noterbart:
- Gregor Schlierenzauer slog sitt backrekord, satt föregående dag, med ett hopp på 149.0 meter.
- Ville Larinto hoppade också 149.0 meter, men föll – vilket gjorde att hans hopp inte räknades som backrekord.
- Regerande världscupmästaren Thomas Morgenstern placerade sig på prispallen för första gången denna säsong.

| Placering | Namn                  | Land      | Första hoppet (meter) | Andra hoppet (meter) | Poäng | Totalpoäng i världscupen (Rank) |
| --------- | --------------------- | --------- | --------------------- | -------------------- | ----- | ------------------------------- |
| 1         | Gregor Schlierenzauer | Österrike | 137.5                 | 149.0                | 293.2 | 1320 (1)                        |
| 2         | Thomas Morgenstern    | Österrike | 140.5                 | 141.0                | 291.7 | 568 (5)                         |
| 3         | Ville Larinto         | Finland   | 137.0                 | 149.0                | 272.3 | 503 (6)                         |
| 4         | Adam Małysz           | Polen     | 133.0                 | 135.5                | 264.8 | 207 (19)                        |
| 5         | Wolfgang Loitzl       | Österrike | 125.0                 | 140.0                | 260.5 | 1106 (3)                        |

### Sapporo
HS134 Sapporo, Japan

31 januari 2009

Noterbart:
- På grund av skiftande vindförhållanden gjordes många korta hopp i denna deltävling.

| Placering | Namn                  | Land      | Första hoppet (meter) | Andra hoppet (meter) | Poäng | Totalpoäng i världscupen (Rank) |
| --------- | --------------------- | --------- | --------------------- | -------------------- | ----- | ------------------------------- |
| 1         | Gregor Schlierenzauer | Österrike | 133.0                 | 120.5                | 253.3 | 1420 (1)                        |
| 2         | Thomas Morgenstern    | Österrike | 112.0                 | 123.5                | 216.9 | 648 (4)                         |
| 3         | Wolfgang Loitzl       | Österrike | 112.0                 | 119.5                | 211.2 | 1166 (3)                        |
| 4         | Kalle Keituri         | Finland   | 127.0                 | 96.5                 | 193.3 | 226 (18)                        |
| 5         | Yuta Watase           | Japan     | 121.5                 | 99.0                 | 187.9 | 142 (25)                        |

 HS134 Sapporo, Japan

1 februari 2009

Tävlingen avbruten på grund av starka vindar och tunga snöfall.

### Willingen
HS145 Willingen, Tyskland

8 februari 2009

Noterbart:
- Gregor Schlierenzauer s 20:e världscupdeltävlingsseger i karriären.
- Noriaki Kasai placerade sig på prispallen för första gången sedan deltävlingen i Garmisch-Partenkirchen den 1 januari 2007 och blev också äldste hoppare att placera sig på prispallen vid en världscupdeltävling, 36 år gammal.

| Placering | Namn                  | Land      | Första hoppet (meter) | Andra hoppet (meter) | Poäng | Totalpoäng i världscupen (Rank) |
| --------- | --------------------- | --------- | --------------------- | -------------------- | ----- | ------------------------------- |
| 1         | Gregor Schlierenzauer | Österrike | 144.0                 | 135.0                | 267.2 | 1520 (1)                        |
| 2         | Simon Ammann          | Schweiz   | 133.5                 | 145.5                | 265.2 | 1328 (2)                        |
| 3         | Noriaki Kasai         | Japan     | 136.0                 | 140.0                | 261.8 | 246 (18)                        |
| 4         | Andreas Küttel        | Schweiz   | 135.5                 | 141.0                | 261.2 | 379 (12)                        |
| 5         | Roar Ljøkelsøy        | Norge     | 132.5                 | 139.0                | 253.7 | 179 (25)                        |

### Klingenthal
HS140 Klingenthal, Tyskland

11 februari 2009

| Placering | Namn                  | Land      | Första hoppet (meter) | Andra hoppet (meter) | Poäng | Totalpoäng i världscupen (Rank) |
| --------- | --------------------- | --------- | --------------------- | -------------------- | ----- | ------------------------------- |
| 1         | Gregor Schlierenzauer | Österrike | 131.5                 | 135.0                | 261.2 | 1620 (1)                        |
| 2         | Anders Jacobsen       | Norge     | 135.0                 | 131.0                | 260.3 | 485 (9)                         |
| 3         | Wolfgang Loitzl       | Österrike | 134.0                 | 130.5                | 257.1 | 1242 (3)                        |
| 4         | Martin Schmitt        | Tyskland  | 128.5                 | 130.5                | 247.7 | 651 (5)                         |
| 5         | Andreas Küttel        | Schweiz   | 129.5                 | 127.5                | 241.1 | 424 (11)                        |

### Oberstdorf
HS213 Oberstdorf, Tyskland

14 februari 2009

Noterbart:
- Harri Ollis första världscupdeltävling i karriären. Hans hopp på 225.5 meter är också nytt backrekord.

| Placering | Namn                  | Land      | Första hoppet (meter) | Andra hoppet (meter) | Poäng | Totalpoäng i världscupen (Rank) |
| --------- | --------------------- | --------- | --------------------- | -------------------- | ----- | ------------------------------- |
| 1         | Harri Olli            | Finland   | 225.5                 | 216.0                | 435.8 | 606 (6)                         |
| 2         | Anders Jacobsen       | Norge     | 218.0                 | 212.5                | 428.6 | 565 (7)                         |
| 3         | Johan Remen Evensen   | Norge     | 211.5                 | 223.5                | 426.5 | 292 (18)                        |
| 4         | Simon Ammann          | Schweiz   | 212.5                 | 211.0                | 418.2 | 1418 (2)                        |
| 5         | Matti Hautamäki       | Finland   | 206.5                 | 204.0                | 403.1 | 467 (10)                        |
| 8         | Gregor Schlierenzauer | Österrike | 205.5                 | 198.5                | 392.3 | 1652 (1)                        |

### Världsmästerskapen i nordisk skidsport 2009
Världsmästerskapen i nordisk skidsport 2009 hölls 18 februari-1 mars 2009 i Liberec, Tjeckien. Resultat där påverkade inte världscupen.

### Nordic Tournament

#### Lahtis
HS130 HS97 Lahtis, Finland

8 mars 2009

Noterbart:
- På grund av svaga vindförhållanden flyttades deltävlingen till normalbacken.

| Placering | Namn                  | Land      | Första hoppet (meter) | Andra hoppet (meter) | Poäng | Totalpoäng i världscupen (Rank) |          |
| --------- | --------------------- | --------- | --------------------- | -------------------- | ----- | ------------------------------- | -------- |
| 1         | Gregor Schlierenzauer | Österrike | 92.5                  | 92.5                 | 242.0 | 242.0 (1)                       | 1752 (1) |
| 2         | Simon Ammann          | Schweiz   | 90.5                  | 94.5                 | 236.0 | 236.0 (2)                       | 1498 (2) |
| 3         | Dmitrij Vasiljev      | Ryssland  | 94.5                  | 90.0                 | 234.0 | 234.0 (3)                       | 587 (8)  |
| 4         | Harri Olli            | Finland   | 95.0                  | 87.5                 | 232.5 | 232.5 (4)                       | 656 (6)  |
| 5         | Anders Bardal         | Norge     | 94.5                  | 90.0                 | 232.0 | 232.0 (5)                       | 472 (12) |

#### Kuopio
HS127 Kuopio, Finland

10 mars 2009

- Som ledare av både den totala världscupen och Nordic Tournament leader, hade Gregor Schlierenzauer på sig den enda gula ledartröjan.
- Takanobu Okabes femte världscupdeltävlingsseger och hans första sedan han vann i Vikersund den 1 mars  1998.
- Adam Małyszs 75:e prisspallplacering i karriären, och hans första sedan i Planica 25 mars 2007.

| Placering | Namn                  | Land      | Första hoppet (meter) | Andra hoppet (meter) | Poäng | Totalpoäng i världscupen (Rank) |          |
| --------- | --------------------- | --------- | --------------------- | -------------------- | ----- | ------------------------------- | -------- |
| 1         | Takanobu Okabe        | Japan     | 123.5                 | 123.0                | 241.7 | 467.7 (2)                       | 214 (24) |
| 2         | Simon Ammann          | Schweiz   | 119.5                 | 126.0                | 240.4 | 476.4 (1)                       | 1578 (2) |
| 3         | Adam Małysz           | Polen     | 119.5                 | 127.5                | 239.3 | 443.3 (8)                       | 307 (18) |
| 4         | Harri Olli            | Finland   | 130.5                 | 115.0                | 234.9 | 467.4 (3)                       | 706 (6)  |
| 5         | Noriaki Kasai         | Japan     | 124.5                 | 117.0                | 231.2 | 330.7 (19)                      | 301 (19) |
| 10        | Gregor Schlierenzauer | Österrike | 116.5                 | 118.0                | 217.6 | 459.6 (4)                       | 1778 (1) |

#### Lillehammer
HS138 Lillehammer, Norge

13 mars 2009

| Placering | Namn                  | Land      | Första hoppet (meter) | Andra hoppet (meter) | Poäng | Totalpoäng i världscupen (Rank) |          |
| --------- | --------------------- | --------- | --------------------- | -------------------- | ----- | ------------------------------- | -------- |
| 1         | Harri Olli            | Finland   | 135.5                 | 142.0                | 288.7 | 756.1 (1)                       | 806 (4)  |
| 2         | Dmitrij Vasiljev      | Ryssland  | 137.0                 | 133.0                | 275.2 | 714.7 (4)                       | 685 (7)  |
| 3         | Gregor Schlierenzauer | Österrike | 128.5                 | 138.0                | 268.9 | 728.5 (2)                       | 1838 (1) |
| 4         | Adam Małysz           | Polen     | 135.0                 | 131.5                | 268.4 | 711.7 (6)                       | 357 (16) |
| 5         | Martin Schmitt        | Tyskland  | 128.0                 | 136.5                | 264.8 | 713.6 (5)                       | 770 (6)  |

#### Vikersund
HS207 Vikersund, Norge

15 mars 2009

- Gregor Schlierenzauer säkrade totalsegern i världscupen, med två deltävlingar kvar.
- Gregor Schlierenzauer vann även Nordic Tournament, före Harri Olli och Simon Ammann.
- Detta var Gregor Schlierenzauer's 12.e deltävlingsseger på säsongen, och därmed tangerade han finländaren Janne Ahonen:s rekord för deltävlingssegrar under en enda säsong, satt säsongen 2004/2005.
- Gregor Schlierenzauer placerade sig även på prispallen för 19:e gången på säsongen, och slog därmed Martin Schmitts rekord för flesta antal prispallplaceringar på en enda säsong.

| Placering | Namn                  | Land      | Första hoppet (meter) | Andra hoppet (meter) | Poäng | Totalpoäng i världscupen (Rank) |          |
| --------- | --------------------- | --------- | --------------------- | -------------------- | ----- | ------------------------------- | -------- |
| 1         | Gregor Schlierenzauer | Österrike | 207.5                 | 192.0                | 379.7 | 1114.9 (1)                      | 1938 (1) |
| 2         | Simon Ammann          | Schweiz   | 191.0                 | 202.5                | 379.7 | 1095.5 (3)                      | 1676 (2) |
| 3         | Dmitrij Vasiljev      | Ryssland  | 184.5                 | 204.0                | 372.2 | 1086.9 (4)                      | 745 (7)  |
| 4         | Martin Koch           | Österrike | 188.0                 | 196.5                | 364.9 | 1013.9 (9)                      | 559 (9)  |
| 5         | Robert Kranjec        | Slovenien | 186.5                 | 195.5                | 363.4 | 1002.5 (12)                     | 180 (29) |

### Planica
HS215 Planica, Slovenien

20 mars 2009

Noterbart:
- Andra omgången avbröts på grund av instabila vindförhållanden och skymningen.
- Gregor Schlierenzauer tog sin 13:e deltävlingsvinst på säsongen, nytt rekord för en enda säsong.

| Placering | Namn                  | Land      | Första hoppet (meter) | Andra hoppet (meter) | Poäng | Totalpoäng i världscupen (Rank) |
| --------- | --------------------- | --------- | --------------------- | -------------------- | ----- | ------------------------------- |
| 1         | Gregor Schlierenzauer | Österrike | 203.0                 | -                    | 196.1 | 2038 (1)                        |
| 2         | Adam Małysz           | Polen     | 202.5                 | -                    | 195.0 | 469 (14)                        |
| 3         | Dmitrij Vasiljev      | Ryssland  | 200.5                 | -                    | 193.6 | 805 (5)                         |
| 4         | Anders Bardal         | Norge     | 198.5                 | -                    | 189.7 | 578 (9)                         |
| 5         | Tom Hilde             | Norge     | 198.0                 | -                    | 186.1 | 266 (23)                        |

 HS215 Planica, Slovenien

22 mars 2009

| Placering | Namn                  | Land      | Första hoppet (meter) | Andra hoppet (meter) | Poäng | Totalpoäng i världscupen (Rank) |
| --------- | --------------------- | --------- | --------------------- | -------------------- | ----- | ------------------------------- |
| 1         | Harri Olli            | Finland   | 211.0                 | 219.5                | 424.6 | 974 (4)                         |
| 2         | Adam Małysz           | Polen     | 210.0                 | 209.5                | 412.4 | 549 (13)                        |
| 3         | Simon Ammann          | Schweiz   | 210.0                 | 208.0                | 409.6 | 1776 (2)                        |
| 3         | Robert Kranjec        | Slovenien | 205.5                 | 212.5                | 409.6 | 276 (23)                        |
| 5         | Gregor Schlierenzauer | Österrike | 210.0                 | 200.5                | 399.1 | 2083 (1)                        |

### Slutställning
| Rk  | Jumper                | 1   | 2   | 3   | 4   | 5   | 6   | 7   | 8   | 9   | 10  | 11  | 12  | 13  | 14  | 15  | 16  | 17  | 18  | 19  | 20  | 21  | 22  | 23  | 24  | 25  | 26  | 27  | Pts  |
| --- | --------------------- | --- | --- | --- | --- | --- | --- | --- | --- | --- | --- | --- | --- | --- | --- | --- | --- | --- | --- | --- | --- | --- | --- | --- | --- | --- | --- | --- | ---- |
| 1.  | Gregor Schlierenzauer | 60  | 100 | 60  | 80  | 050 | 60  | 100 | 50  | 50  | 80  | 50  | 100 | 100 | 80  | 100 | 100 | 100 | 100 | 100 | 100 | 32  | 100 | 026 | 60  | 100 | 100 | 45  | 2083 |
| 2.  | Simon Ammann          | 100 | 45  | 100 | 100 | 80  | 100 | 60  | 100 | 80  | 32  | 80  | 80  | 60  | 45  | 60  | 50  | 40  | 36  | 80  | 40  | 50  | 80  | 80  | 18  | 80  | 40  | 60  | 1776 |
| 3.  | Wolfgang Loitzl       | 80  | 29  | 26  | 32  | 32  | 80  | 80  | 80  | 100 | 100 | 100 | 36  | 26  | 100 | 80  | 80  | 45  | 60  | 16  | 60  | 10  | 16  | 32  | 40  | 16  | 22  | 18  | 1396 |
| 4.  | Harri Olli            | 13  | 20  |     | 45  | 45  | 20  | 45  | 36  | 60  | 24  | 26  | 24  | 80  |     |     |     |     |     | 32  | 36  | 100 | 50  | 50  | 100 | 36  | 32  | 100 | 974  |
| 5.  | Dmitrij Vasiljev      |     | 32  | 29  | 16  |     | 26  | 22  | 60  | 29  | 29  | 60  |     |     | 36  | 50  | 40  | 32  |     | 26  |     | 40  | 60  | 18  | 80  | 60  | 60  | 40  | 845  |
| 6.  | Martin Schmitt        |     | 18  | 20  | 50  | 29  | 36  | 50  | 45  | 32  | 60  | 45  | 20  | 22  | 60  | 45  | 36  | 18  |     | 15  | 50  | 16  | 18  | 40  | 45  | 22  | 11  | 26  | 829  |
| 7.  | Thomas Morgenstern    | 50  | 40  | 50  | 22  | 12  | 40  | 36  | 24  | 40  | 45  | 15  | 40  | 29  |     |     | 45  | 80  | 80  | 24  |     |     | 32  | 29  | 40  | 8   | 4   | 10  | 795  |
| 8.  | Anders Jacobsen       |     | 60  | 32  | 26  |     |     | 8   | 40  | 36  | 26  | 36  | 50  | 50  |     |     |     | 12  |     | 29  | 80  | 80  | 40  |     | 16  | 9   | 9   | 22  | 661  |
| 9.  | Martin Koch           | 40  | 15  | 45  | 12  | 9   | 24  | 32  | 8   | 45  | 18  | 29  | 60  | 45  |     |     | 22  | 16  | 18  |     |     | 24  | 15  | 8   | 32  | 50  | 18  | 24  | 601  |
| 10. | Anders Bardal         | 45  | 50  | 18  | 14  | 13  | 22  | 29  |     | 12  |     | 14  | 26  | 11  | 15  | 32  | 18  | 26  |     | 22  | 24  | 36  | 45  | 24  | 32  |     | 50  | 20  | 598  |
| 11. | Andreas Küttel        | 36  | 7   | 40  | 20  | 18  |     | 20  | 9   | 22  | 20  | 5   |     |     | 26  | 29  | 24  | 24  | 29  | 50  | 45  | 29  | 8   | 10  | 22  | 29  | 24  | 15  | 561  |
| 12. | Matti Hautamäki       |     | 36  | 80  | 24  |     | 1   | 5   | 20  | 26  | 50  | 22  | 29  | 40  |     |     | 60  | 8   | 6   | 1   | 14  | 45  | 14  | 9   | 26  | 24  | 14  | 4   | 558  |
| 13. | Adam Małysz           | 18  | 6   | 4   |     |     | 10  | 13  | 4   |     | 16  |     |     |     | 32  | 22  | 32  | 50  |     | 4   | 29  |     | 7   | 60  | 50  | 32  | 80  | 80  | 549  |
| 14. | Ville Larinto         | 29  | 80  | 36  | 60  |     | 50  | 16  | 18  | 16  | 7   | 24  | 45  | 36  |     |     | 26  | 60  |     | 6   |     |     |     |     | 20  | 10  | 2   |     | 541  |
| 15. | Noriaki Kasai         |     |     |     | 2   | 40  |     | 12  | 14  | 15  | 40  | 12  |     |     |     |     | 29  | 22  |     | 60  | 10  |     |     | 45  | 29  | 40  | 3   | 36  | 409  |
| 16. | Roman Koudelka\|      | 12  | 22  | 9   | 29  | 5   |     | 18  | 5   | 20  | 12  | 9   |     |     | 50  | 36  | 15  | 15  |     | 40  | 32  |     | 20  | 11  |     | 14  |     | 29  | 403  |
| 17. | Emmanuel Chedal       | 14  | 16  | 11  | 13  | 36  | 5   |     | 22  | 24  |     | 22  | 32  | 24  | 14  | 16  | 9   | 13  |     | 14  | 15  | 22  |     | 22  | 15  | 20  |     | 16  | 395  |
| 18. | Michael Uhrmann       | 10  | 24  | 16  | 40  | 11  |     | 26  | 26  | 18  | 15  | 32  | 10  | 16  | 16  | 40  | 16  | 14  |     |     |     |     |     |     | 10  | 13  |     | 1   | 354  |
| 19. | Michael Neumayer\|    | 22  | 3   |     | 8   |     | 29  | 7   | 29  | 7   | 36  | 40  | 12  | 18  | 18  | 20  |     |     | 24  |     | 18  | 6   | 12  |     | 14  | 18  |     | 12  | 353  |
| 20. | Johan Remen Evensen   |     | 26  | 22  | 36  | 60  | 13  |     | 10  |     | 10  | 10  | 11  | 20  |     |     | 3   | 1   |     | 2   | 8   | 60  | 2   |     |     | 26  | 7   | 7   | 334  |

|  | = Tysk-österrikiska backhopparveckan |

|  | = Nordic Tournament |

Key
| - 1: Kuusamo (29 november 2008) - 2: Trondheim (6 december 2008) - 3: Trondheim (7 december 2008) - 4: Pragelato (13 december 2008) - 5: Pragelato (14 december 2008) - 6: Engelberg (20 december 2008) - 7: Engelberg (21 december 2008) - 8: Oberstdorf (29 december 2008) - 9: Garmisch-Partenkirchen (1 januari 2009) | - 10: Innsbruck (4 januari 2009) - 11: Bischofshofen (6 januari 2009) - 12: Tauplitz (10 januari 2009) - 13: Tauplitz (11 januari 2009) - 14: Zakopane (16 januari 2009) - 15: Zakopane (17 januari 2009) - 16: Whistler (24 januari 2009) - 17: Whistler (25 januari 2009) - 18: Sapporo (31 januari 2009) | - 19: Willingen (8 februari 2009) - 20: Klingenthal (11 februari 2009) - 21: Oberstdorf (14 februari 2009) - 22: Lahti (8 mars 2009) - 23: Kuopio (10 mars 2009) - 24: Lillehammer (13 mars 2009) - 25: Vikersund (15 mars 2009) - 26: Planica (20 mars 2009) - 27: Planica (22 mars 2009) |

#### Skidflygningscupen - slutställning (40 bästa)
| Pos. | Namn                        | Poäng |
| ---- | --------------------------- | ----- |
| 1.   | Gregor Schlierenzauer (AUT) | 477   |
| 2.   | Harri Olli (FIN)            | 372   |
| 3.   | Simon Ammann (SUI)          | 370   |
| 4.   | Martin Koch (AUT)           | 221   |
| 5.   | Anders Jacobsen (NOR)       | 220   |
| 6.   | Dmitrij Vasiljev (RUS)      | 200   |
| 7.   | Adam Małysz (POL)           | 192   |
| 7.   | Robert Kranjec (SLO)        | 192   |
| 9.   | Matti Hautamäki (FIN)       | 156   |
| 10.  | Anders Bardal (NOR)         | 143   |

| Pos. | Namn                      | Poäng |
| ---- | ------------------------- | ----- |
| 11.  | Johan Remen Evensen (NOR) | 131   |
| 12.  | Wolfgang Loitzl (AUT)     | 128   |
| 13.  | Martin Schmitt (GER)      | 117   |
| 14.  | Emmanuel Chedal (FRA)     | 114   |
| 15.  | Tom Hilde (NOR)           | 102   |
| 15.  | Andreas Küttel (SUI)      | 97    |
| 17.  | Ville Larinto (FIN)       | 93    |
| 18.  | Thomas Morgenstern (AUT)  | 91    |
| 19.  | Roar Ljøkelsøy (NOR)      | 81    |
| 20.  | Noriaki Kasai (JPN)       | 79    |

| Pos. | Namn                      | Poäng |
| ---- | ------------------------- | ----- |
| 20.  | Michael Neumayer (GER)    | 66    |
| 22.  | Kamil Stoch (POL)         | 58    |
| 23.  | Markus Eggenhofer (AUT)   | 46    |
| 24.  | Kalle Keituri (FIN)       | 44    |
| 25.  | Roman Koudelka (CZE)      | 43    |
| 26.  | Bjørn Einar Romøren (NOR) | 41    |
| 26.  | Pavel Karelin (RUS)       | 41    |
| 28.  | Michael Uhrmann (GER)     | 40    |
| 29.  | Vegard Sklett (NOR)       | 37    |
| 30.  | Jernej Damjan (SLO)       | 35    |

| Pos. | Namn                           | Poäng |
| ---- | ------------------------------ | ----- |
| 31.  | Denis Kornilov (RUS)           | 32    |
| 32.  | Robert Hrgota (SLO)            | 26    |
| 33.  | Sebastian Colloredo (ITA)      | 25    |
| 34.  | Sigurd Pettersen (NOR)         | 23    |
| 35.  | Daiki Itō (JPN)                | 22    |
| 36.  | Lukáš Hlava (CZE)              | 19    |
| 37.  | Vincent Descombes Sevoie (FRA) | 16    |
| 38.  | Nicholas Fairall (USA)         | 15    |
| 39.  | Primož Pikl (SLO)              | 14    |
| 40.  | Łukasz Rutkowski (POL)         | 13    |

#### Nationscupen - slutställning
| Pos. | Nation    | Poäng |
| ---- | --------- | ----- |
| 1.   | Österrike | 7331  |
| 2.   | Finland   | 4270  |
| 3.   | Norge     | 4175  |
| 4.   | Tyskland  | 3134  |
| 5.   | Ryssland  | 2345  |
| 6.   | Schweiz   | 2337  |
| 7.   | Japan     | 2044  |
| 8.   | Polen     | 1574  |
| 9.   | Slovenien | 1319  |
| 10.  | Tjeckien  | 1048  |
| 11.  | Frankrike | 464   |
| 12.  | Italien   | 60    |
| 12.  | Kazakstan | 60    |
| 14.  | USA       | 17    |
| 15.  | Ukraina   | 16    |
| 16.  | Sverige   | 12    |
| 17.  | Kanada    | 0     |
| 17.  | Slovakien | 0     |
| 17.  | Bulgarien | 0     |
| 17.  | Sydkorea  | 0     |
| 17.  | Estland   | 0     |

## Lagvärldscupen

### Kuusamo
HS142 Kuusamo, Finland

29 november 2008

Noterbart:
- Tävlingen var planerad att genomföras den 28 november 2008, men flyttades en dag framåt i tiden på grund av dåliga väderförhållanden. Den hölls efter den individuella tävlingen. På grund av stora förskjutningar i den individuella tävlingen, samt vissa tidsfadäser bland arrangörerna, genomfördes bara ett hopp i lagtävlingen.[3]

| Placering | Lag       | Hoppare               | Första hoppet (meter) | Andra hoppet (meter) | Poäng |  |
| --------- | --------- | --------------------- | --------------------- | -------------------- | ----- |  |
| 1         | Finland   | Ville Larinto         | 127.0                 | -                    | 540.1 |  |
| 1         | Finland   | Kalle Keituri         | 129.5                 | -                    | 540.1 |  |
| 1         | Finland   | Harri Olli            | 128.0                 | -                    | 540.1 |  |
| 1         | Finland   | Matti Hautamäki       | 140.0                 | -                    | 540.1 |  |
| 2         | Österrike | Wolfgang Loitzl       | 128.5                 | -                    | 534.3 |  |
| 2         | Österrike | Martin Koch           | 128.0                 | -                    | 534.3 |  |
| 2         | Österrike | Gregor Schlierenzauer | 131.0                 | -                    | 534.3 |  |
| 2         | Österrike | Thomas Morgenstern    | 136.5                 | -                    | 534.3 |  |
| 3         | Tyskland  | Felix Schoft          | 122.0                 | -                    | 497.7 |  |
| 3         | Tyskland  | Michael Uhrmann       | 126.0                 | -                    | 497.7 |  |
| 3         | Tyskland  | Martin Schmitt        | 123.0                 | -                    | 497.7 |  |
| 3         | Tyskland  | Michael Neumayer      | 135.5                 | -                    | 497.7 |  |

### FIS Team Tour
The FIS Team Tour hölls 7-15 februari 2009. Resultaten från tävlingen räknades genom att lägga till totalpoäng från lagtävlingarna i Willingen och Oberstdorf, samt de bästa individuella resultaten för varje land vid de individuella tävlingarna i Willingen, Klingenthal och Oberstdorf till den slutliga kombinerade ställningen.
Norge vann FIS Team Tour, med totalt 4083,8 poäng. Österrike slutade på andra plats med 4032,2 poäng, medan Finland slutade på tredje med totalt 3960,4 poäng.

#### Willingen
HS145 Willingen, Tyskland

7 februari 2009

Noterbart:
- Världscupledaren Gregor Schlierenzauer medverkande inte i det österrikiska laget.

| Placering | Lag       | Hoppare            | Första hoppet (meter) | Andra hoppet (meter) | Poäng |  |
| --------- | --------- | ------------------ | --------------------- | -------------------- | ----- |  |
| 1         | Österrike | Thomas Morgenstern | 140.0                 | 143.5                | 902.9 |  |
| 1         | Österrike | Markus Eggenhofer  | 132.0                 | 122.0                | 902.9 |  |
| 1         | Österrike | Andreas Kofler     | 131.0                 | 114.5                | 902.9 |  |
| 1         | Österrike | Wolfgang Loitzl    | 125.5                 | 122.0                | 902.9 |  |
| 2         | Norge     | Roar Ljøkelsøy     | 139.0                 | 139.5                | 901.2 |  |
| 2         | Norge     | Tom Hilde          | 120.5                 | 119.0                | 901.2 |  |
| 2         | Norge     | Anders Bardal      | 140.0                 | 119.5                | 901.2 |  |
| 2         | Norge     | Anders Jacobsen    | 134.5                 | 122.0                | 901.2 |  |
| 3         | Finland   | Ville Larinto      | 142.5                 | 138.0                | 793.2 |  |
| 3         | Finland   | Kalle Keituri      | 120.0                 | 99.0                 | 793.2 |  |
| 3         | Finland   | Matti Hautamäki    | 135.0                 | 118.5                | 793.2 |  |
| 3         | Finland   | Harri Olli         | 117.0                 | 114.0                | 793.2 |  |

#### Oberstdorf
HS213 Oberstdorf, Tyskland

15 februari 2009

| Placering | Lag       | Hoppare              | Första hoppet (meter) | Andra hoppet (meter) | Poäng  |  |
| --------- | --------- | -------------------- | --------------------- | -------------------- | ------ |  |
| 1         | Finland   | Kalle Keituri        | 187.5                 | 173.0                | 1413.8 |  |
| 1         | Finland   | Juha-Matti Ruuskanen | 169.5                 | 176.0                | 1413.8 |  |
| 1         | Finland   | Matti Hautamäki      | 174.5                 | 200.0                | 1413.8 |  |
| 1         | Finland   | Harri Olli           | 199.5                 | 221.5                | 1413.8 |  |
| 2         | Ryssland  | Denis Kornilov       | 191.5                 | 176.5                | 1378.3 |  |
| 2         | Ryssland  | Pavel Karelin        | 185.0                 | 182.5                | 1378.3 |  |
| 2         | Ryssland  | Ilja Rosliakov       | 160.0                 | 184.5                | 1378.3 |  |
| 2         | Ryssland  | Dmitrij Vasiljev     | 190.5                 | 203.5                | 1378.3 |  |
| 3         | Österrike | Wolfgang Loitzl      | 191.5                 | 181.5                | 1354.3 |  |
| 3         | Österrike | Markus Eggenhofer    | 174.0                 | 186.5                | 1354.3 |  |
| 3         | Österrike | Andreas Kofler       | 166.5                 | 181.0                | 1354.3 |  |
| 3         | Österrike | Martin Koch          | 171.5                 | 204.0                | 1354.3 |  |

### Lahtis
HS130 Lahtis, Finland

7 mars 2009

| Placering | Lag       | Hoppare               | Första hoppet (meter) | Andra hoppet (meter) | Poäng  |  |
| --------- | --------- | --------------------- | --------------------- | -------------------- | ------ |  |
| 1         | Österrike | Wolfgang Loitzl       | 128.5                 | 126.5                | 1017.5 |  |
| 1         | Österrike | Martin Koch           | 122.5                 | 117.5                | 1017.5 |  |
| 1         | Österrike | Thomas Morgenstern    | 118.5                 | 121.5                | 1017.5 |  |
| 1         | Österrike | Gregor Schlierenzauer | 126.5                 | 121.5                | 1017.5 |  |
| 2         | Finland   | Ville Larinto         | 124.5                 | 115.5                | 1013.8 |  |
| 2         | Finland   | Kalle Keituri         | 113.5                 | 123.5                | 1013.8 |  |
| 2         | Finland   | Harri Olli            | 128.0                 | 127.0                | 1013.8 |  |
| 2         | Finland   | Matti Hautamäki       | 125.5                 | 122.0                | 1013.8 |  |
| 3         | Norge     | Anders Bardal         | 120.0                 | 123.0                | 996.8  |  |
| 3         | Norge     | Tom Hilde             | 116.5                 | 122.0                | 996.8  |  |
| 3         | Norge     | Johan Remen Evensen   | 126.5                 | 120.0                | 996.8  |  |
| 3         | Norge     | Anders Jacobsen       | 123.5                 | 118.0                | 996.8  |  |

### Vikersund
HS207 Vikersund, Norge

14 mars 2009

- Harri Olli tangerade backrekordet på 219.0 meter, satt 2004 av Österrikes Roland Müller vid en Continental Cup-deltävling. Ollis hopp är det längsta någonsin vid en världscupdeltävling i Vikersund.
- Gregor Schlierenzauer hoppade längre än backrekordet på 224.0 meter, men då han föll räknades det inte som officiellt backrekord.

| Placering | Lag       | Hoppare               | Första hoppet (meter) | Andra hoppet (meter) | Poäng  |  |
| --------- | --------- | --------------------- | --------------------- | -------------------- | ------ |  |
| 1         | Österrike | Martin Koch           | 216.0                 | 197.5                | 1543.5 |  |
| 1         | Österrike | Wolfgang Loitzl       | 198.5                 | 204.0                | 1543.5 |  |
| 1         | Österrike | Thomas Morgenstern    | 189.0                 | 197.5                | 1543.5 |  |
| 1         | Österrike | Gregor Schlierenzauer | 213.0                 | 224.0                | 1543.5 |  |
| 2         | Finland   | Matti Hautamäki       | 202.5                 | 198.5                | 1499.0 |  |
| 2         | Finland   | Kalle Keituri         | 190.0                 | 185.5                | 1499.0 |  |
| 2         | Finland   | Ville Larinto         | 195.0                 | 194.5                | 1499.0 |  |
| 2         | Finland   | Harri Olli            | 186.5                 | 219.0                | 1499.0 |  |
| 3         | Norge     | Johan Remen Evensen   | 194.5                 | 198.5                | 1485.0 |  |
| 3         | Norge     | Bjørn Einar Romøren   | 194.5                 | 195.5                | 1485.0 |  |
| 3         | Norge     | Anders Bardal         | 189.5                 | 195.0                | 1485.0 |  |
| 3         | Norge     | Anders Jacobsen       | 192.0                 | 190.5                | 1485.0 |  |

### Planica
HS215 Planica, Slovenien

21 mars 2009

Notes
- Andra omgången avbröts på grund av starka vindar.

| Placering | Lag      | Hoppare             | Första hoppet (meter) | Andra hoppet (meter) | Poäng |  |
| --------- | -------- | ------------------- | --------------------- | -------------------- | ----- |  |
| 1         | Norge    | Tom Hilde           | 209.0                 | -                    | 793.4 |  |
| 1         | Norge    | Johan Remen Evensen | 216.0                 | -                    | 793.4 |  |
| 1         | Norge    | Anders Jacobsen     | 195.5                 | -                    | 793.4 |  |
| 1         | Norge    | Anders Bardal       | 201.5                 | -                    | 793.4 |  |
| 2         | Polen    | Kamil Stoch         | 205.5                 | -                    | 761.9 |  |
| 2         | Polen    | Łukasz Rutkowski    | 192.5                 | -                    | 761.9 |  |
| 2         | Polen    | Stefan Hula         | 194.5                 | -                    | 761.9 |  |
| 2         | Polen    | Adam Małysz         | 207.0                 | -                    | 761.9 |  |
| 3         | Ryssland | Denis Kornilov      | 192.0                 | -                    | 734.6 |  |
| 3         | Ryssland | Pavel Karelin       | 190.5                 | -                    | 734.6 |  |
| 3         | Ryssland | Ilya Rosliakov      | 179.0                 | -                    | 734.6 |  |
| 3         | Ryssland | Dmitrij Vasiljev    | 216.5                 | -                    | 734.6 |  |